# 称量瓶

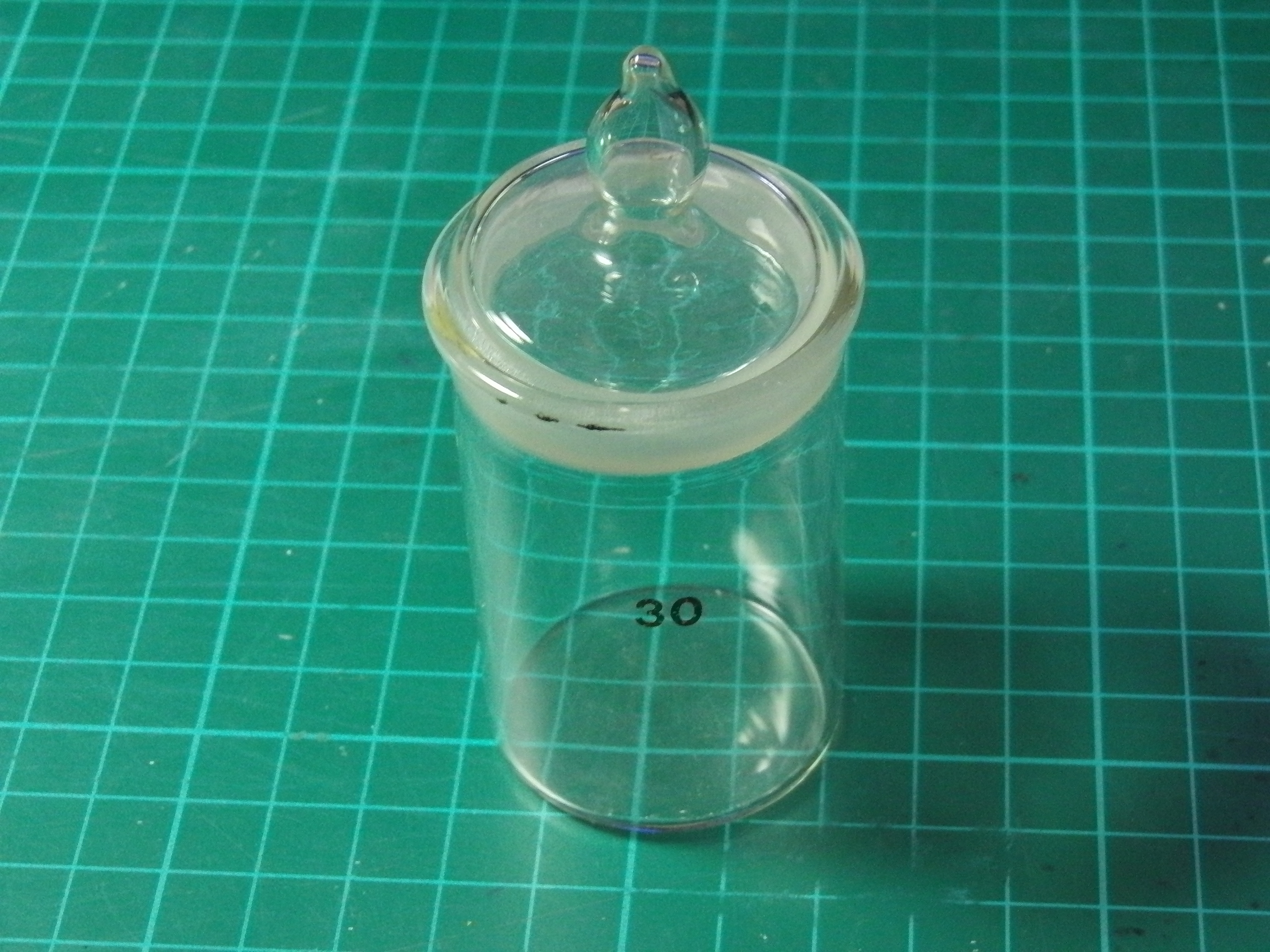
秤量瓶

秤量瓶是實驗室中用作為乘載待測量樣品的專用容器，須以紙片包覆提拿，以避免指紋黏附於玻璃表面影響測量結果。

## 注意事項
不可在此容器中進行化學反應。此容器不可直接加熱。不可用於儲存氫氧化鈉......等強鹼物質。